# Раздольский сельский совет (Харьковская область)
Раздольский сельский совет — входит в состав Первомайского района Харьковской области Украины.
Административный центр сельского совета находится в селе Раздолье.

## История
- 1917 — дата образования.

## Населённые пункты совета
- село Раздолье
- посёлок Краснопавловское
- село Крюково
- село Шульское